# Les Aventures d'Huckleberry Finn (film, 1939)
Pour les articles homonymes, voir Huckleberry Finn (homonymie).
Pour plus de détails, voir Fiche technique et Distribution.
Les Aventures d'Huckleberry Finn (The Adventures of Huckleberry Finn) est un film américain réalisé par Richard Thorpe, sorti en 1939.

## Synopsis
Au milieu du XIXe siècle, au bord du Mississippi, le jeune Huckleberry Finn vit chez la veuve Douglas et sa sœur, Miss Watson. Il a du mal à se tenir comme un gentleman, préférant l'école buissonnière et marcher pieds nus. Une nuit, Pap Finn, le père de Huck, se rend chez Mme Douglas et lui demande 800 dollars pour qu'elle puisse garder son fils. Entendant cela, Huck décide de partir pour qu'elle n'ait pas à payer, mais il est rattrapé par son père qui l'enferme dans une cabane. Le garçon réussit à s'enfuir, et laisse des indices suggérant qu'il aurait été tué et jeté dans le fleuve. 
Il remonte le fleuve et, quelque temps après, rencontre son ami Jim, un esclave de Mme Douglas qui s'est enfui car elle avait prévu de le vendre pour avoir assez d'argent pour garder Huck. À leur insu, les indices laissés par Huck et la disparition de Jim font croire aux autorités que c'est Jim le coupable du meurtre. Jim essaye de gagner un État non esclavagiste et de rejoindre sa femme, et Huck décide de l'aider. 
Plus en amont ils rencontrent le "King" et le "Duke", qui ont été débarqués d'un bateau pour avoir escroqués des passagers.

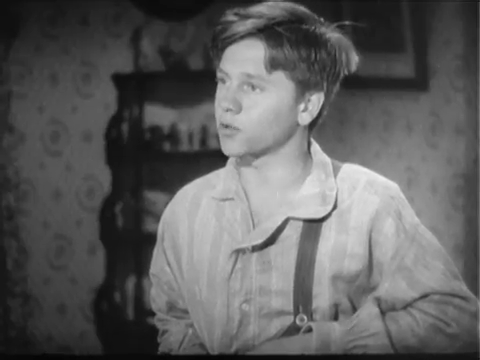
Mickey Rooney

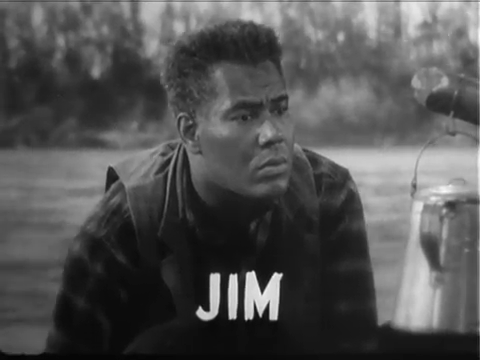
Rex Ingram

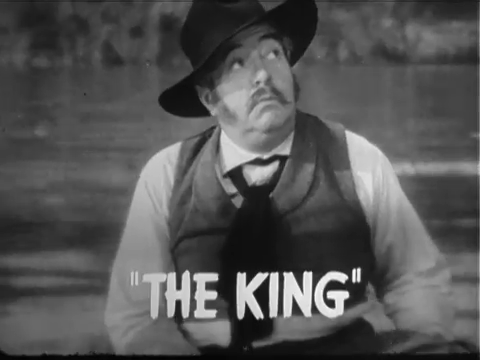
Walter Connolly

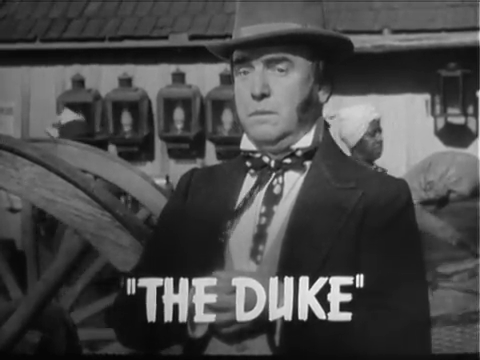
William Frawley

## Fiche technique
- Titre original : The Adventures of Huckleberry Finn
- Titre français : Les Aventures d'Huckleberry Finn
- Réalisation : Richard Thorpe
- Réalisation seconde équipe : Charles Dorian
- Scénario : Hugo Butler d'après le roman Les Aventures de Huckleberry Finn de Mark Twain
- Dialogues : Waldo Salt (non crédité)
- Direction artistique : Cedric Gibbons
- Décors : Edwin B. Willis
- Costumes : Valles
- Photographie : John F. Seitz
- Son : Douglas Shearer
- Montage : Frank E. Hull
- Musique : Franz Waxman, Walter Jurmann (non crédité) et Bronislau Kaper (non crédité)
- Production : Joseph L. Mankiewicz
- Société de production : Metro-Goldwyn-Mayer
- Société de distribution : Loew's Inc.
- Pays de production :  États-Unis
- Langue originale : anglais
- Format : Noir et blanc  — 35 mm — 1,37:1 - Son Mono (Western Electric Sound System)
- Genre : Film d'aventure
- Durée : 91 minutes
- Dates de sortie : 
  - États-Unis : 10 février 1939
  - France : 5 décembre 1947

## Distribution
- Mickey Rooney : Huckleberry Finn
- Walter Connolly : le « King »
- William Frawley : le « Duke »
- Rex Ingram : Jim
- Lynne Carver : Mary Jane
- Jo Ann Sayers : Susan
- Minor Watson : capitaine Brandy
- Elisabeth Risdon : veuve Douglass
- Victor Kilian : "Pap" Finn
- Clara Blandick : Mlle Watson

Acteurs non crédités
- Irving Bacon : Tad
- Ed Brady : Spectateur du show
- Nora Cecil : Mme Shackleford
- Sarah Edwards : Mme Annie Rucker
- Roger Imhof : Juge Logan
- Robert Emmett Keane : M. Barklett, avocat
- Anne O'Neal : Mlle Bartlett
- E. Alyn Warren : M. Shackleford